# FBW-Oerlikon
FBW–Oerlikon (též FBW/Oerlikon) je označení pro typ trolejbusu, který jezdil v počtu šesti kusů v Bratislavě od roku 1947.

## Konstrukce
Bratislavský dopravní podnik si objednal šest nových trolejbusů už v roce 1943. Tyto vozy byly vyrobeny na přelomu let 1944 a 1945, avšak vzhledem k válečným událostem zůstaly u výrobce. Do Bratislavy se tak dostaly až na jaře roku 1947.
FBW–Oerlikon je dvounápravový trolejbus podvozkové konstrukce. Jejich podvozek pochází z dílny firmy Franz Brozincević, Wetzikon (FBW), karoserii vyrobila společnost Tüscher, Zürich. V továrně podniku Oerlikon, kde byly trolejbusy rovněž zkompletovány, byla do vozu nainstalována elektrická výzbroj. V pravé bočnici vozu se nacházejí dvoje dvoukřídlé skládací dveře (ovládané elektropneumaticky). Stanoviště řidiče je od prostoru pro cestující úplně odděleno, vstup do něj zajišťují menší dvířka v pravé bočnici. Sedačky v interiéru jsou uspořádány podélně.

## Provoz
| Současný stát | Město      | Článek | Typ          | Roky dodávek | Počet vozů | Evidenční čísla při dodání | Poznámky | Zdroj |
| ------------- | ---------- | ------ | ------------ | ------------ | ---------- | -------------------------- | -------- | ----- |
| Slovensko     | Bratislava | článek | FBW–Oerlikon | 1947         | 6 kusů     | 75 – 80                    |          |       |

Poslední vozy v Bratislavě dojezdily v roce 1963.

## Historické vozy
Slovensko:
- Bratislava (vůz ev.č. 80)